# タングリスニとタングニョースト

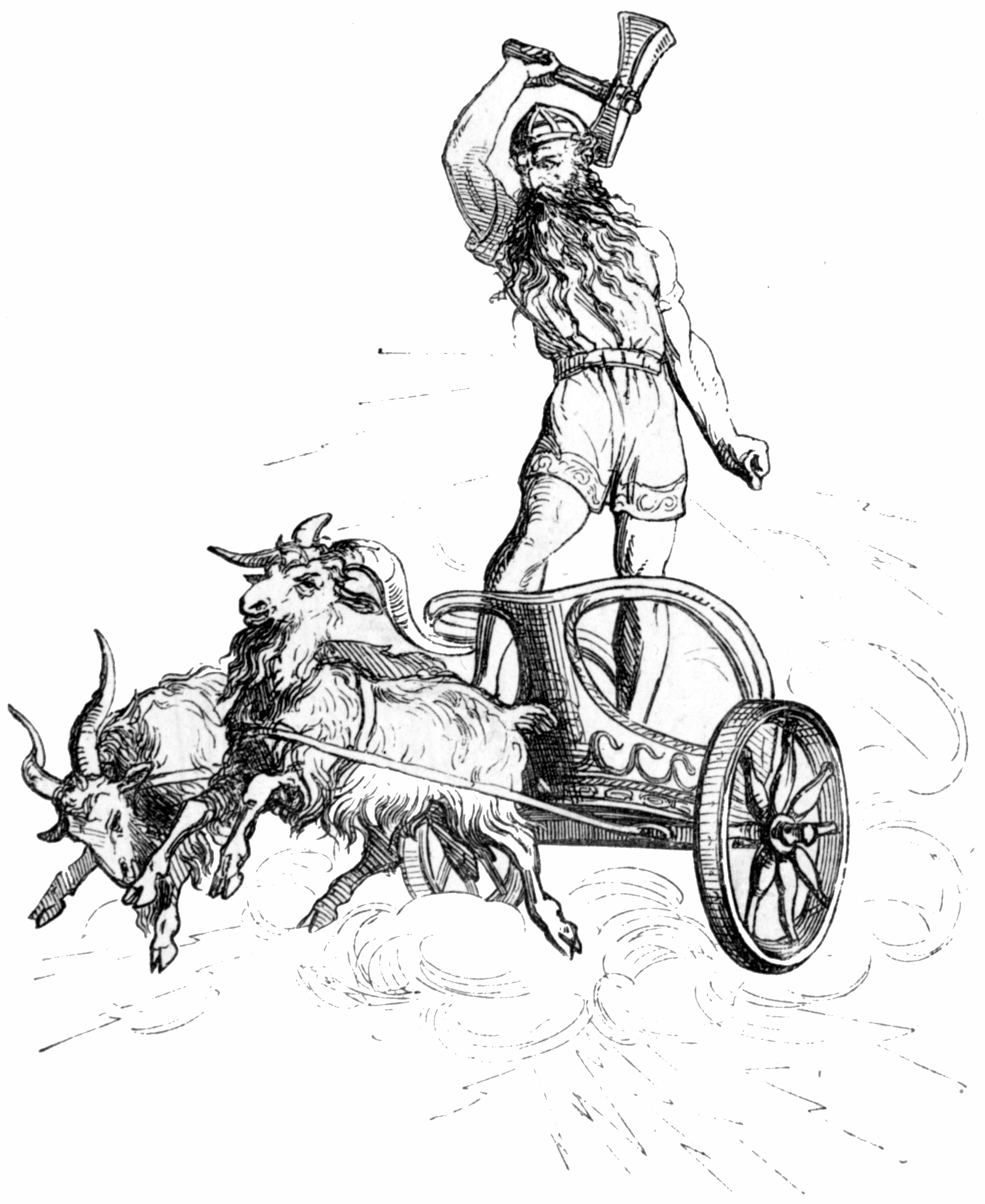
トールの乗った戦車を引くタングリスニとタングニョースト。

タングリスニ（タングリスニルとも。古ノルド語：Tanngrísnir 歯を研ぐもの、臼歯）とタングニョースト（同：Tanngnjóstr 歯ぎしりするもの）は北欧神話に登場する魔法のヤギでトールが所有している。
トールの戦車を牽くのに使役されるだけでなく、トールによって食べられてしまうのだが、骨と皮さえ残っていれば、次の日にミョルニルを振るうことによる祝福でよみがえらせることができる。
肉は食べられても問題なく復活できるが、骨を傷つけられると復活後も折れたままとなる。ウートガルズへのトールの遠征の際、ミズガルズのシャールヴィが腿の骨を傷つけたため、トールの激怒を招いた。